# Фейге, Ханс
Ханс Фейге (нем. Hans Feige; 10 ноября 1880, Кёнигсберг — 17 сентября 1953, Бад-Шуссенрид, ФРГ) — военачальник нацистской Германии, генерал кавалерии (1935), генерал инфантерии вермахта (1940).

## Биография
С 22 марта 1900 года служил в прусской армии: 2-м лейтенантом 1-го батальона, с 1903 года — адъютантом 2-го батальона 135-го лотарингского пехотного полка; с 1907 года — преподаватель кадетского училища; в сентябре 1909 года — офицер 162-го, в октябре 1909 года — 126-го пехотного полка, с 1912 года — 162-го пехотного полка.
В 1912 году окончил Военную академию.
Участник Первой мировой войны. Служил офицером Генерального штаба, затем штаба IX армейского корпуса, инспекции Генерального штаба, с 1915 года — штаба XI армии, штаб-офицер 38-й пехотной дивизии; с 1918 года — штаб-офицер 1-й морской дивизии, гвардейской дивизии резерва.
Отличился на Восточном фронте и во Франции в битве при Вердене.
В 1919 году вступил в добровольческие отряды (фрайкор); с 1920 года — офицер 1-й дивизии, с 1923 года — командир 3-го батальона 6-го пехотного полка, с 1926 года — начальник штаба 1-й дивизии, с 1929 года — командир 9-го Прусского пехотного полка Веймарской республики; с 1933 года командовал 1-й кавалерийской дивизией, с 1935 года — в отставке.
Был руководителем по выездке германской команды на Олимпийских играх 1936 года.
С началом Второй мировой войны 26 августа 1939 года призван на службу и назначен заместителем командира 2-го армейского корпуса и командующим 2-м военным районом.
Участник кампаний во Франции и Норвегии. С мая 1940 года — командующий 36-м армейским горнострелковым корпусом, который осенью прибыл в Норвегию. В июне-ноябре 1941 года командование участвовало в советско-финской войне на стороне Финляндии.
С 1941 года действовал на Кандалакшском направлении. В июне-ноябре 1941 года руководил Операцией «Полярфукс», составной части Мурманской операции, не сумевшей достичь поставленной цели.
С ноября 1941 года — в резерве командования вермахта, с 30 июня 1942 года — в отставке.

## Награды
- Железный крест 2-го и 1-го класса (1914)
- Орден «За военные заслуги» 4-го класса с мечами (королевство Бавария)
- Орден Альбрехта рыцарский крест 1-го класса с мечами (королевство Саксония)
- Крест «За военные заслуги» 3-й степени с воинским отличием (Австро-Венгрия)
- Крест «За военные заслуги» (Мекленбург-Шверин)[нем.] 2-го класса (великое герцогство Мекленбург-Шверин)
- Крест Фридриха Августа 2-го и 1-го класса (великое герцогство Ольденбург)
- Орден Белого сокола рыцарский крест 1-го класса с мечами (великое герцогство Саксен-Веймар-Эйзенах)
- Орден Саксен-Эрнестинского дома рыцарский крест 1-го класса с мечами
- Орден Дома Гогенцоллернов рыцарский крест с мечами (королевство Пруссия)
- Ганзейский крест Любека
- Почётный крест дома Рейсс[англ.] 3-го класса с мечами (владетельный дом Рейсс)
- Крест «За выслугу лет» (королевство Пруссия)
- Нагрудный знак «За ранение» (в чёрном) (1918)
- Орден «За военные заслуги» (Болгария) 1 степени (Царство Болгания)
- Почётный крест Первой мировой войны 1914/1918
- Пряжка к Железному кресту 1 и 2 класса
- Немецкий крест в золоте
- Орден Белой розы Финляндии